# Kvarteret Galatea

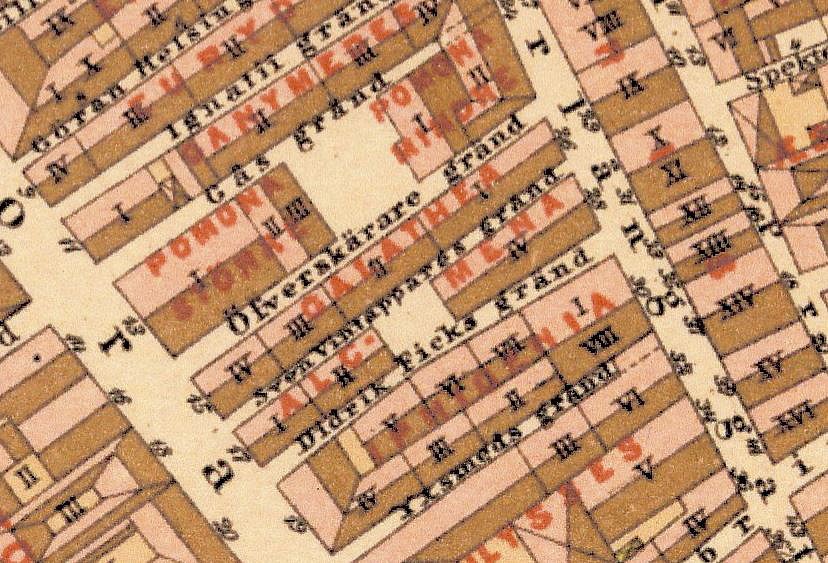
Kvarteret Galathea på Alfred Rudolf Lundgrens karta från 1885.

Kvarteret Galatea (äldre stavning Galathea) är ett långsmalt  kvarter i Gamla stan, Stockholm. Kvarteren omges av Överskärargränd i norr, Sven Vintappares gränd i söder, Stora Nygatan i väster och Västerlånggatan i öster. Kvarteret består av fyra fastigheter där Galatea 1 är identisk med Västerlånggatan 26 och Galatea 4 med Stora Nygatan 15.

## Namnet
Nästan samtliga kvartersnamn i Gamla stan tillkom under 1600-talets senare del och är uppkallade efter begrepp (främst gudar) ur den grekiska och romerska mytologin. Galatea (grekiska: Galateia, "hon som var mjölkvit") var en havsnymf i den grekiska mytologin. 

## Kvarteret

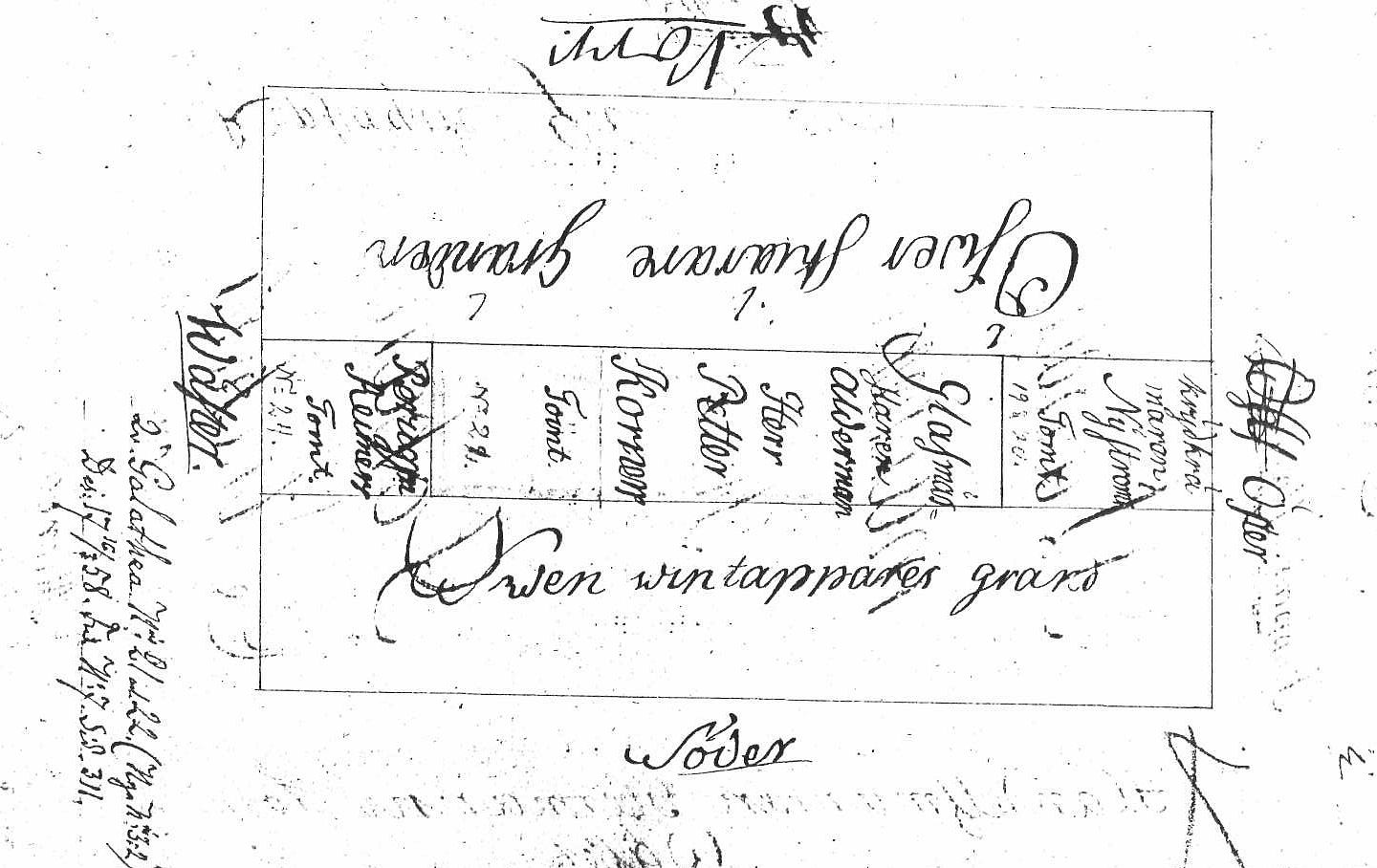
Kvarteret 1758, då glasmästaren Petter Korner var en av ägarna.

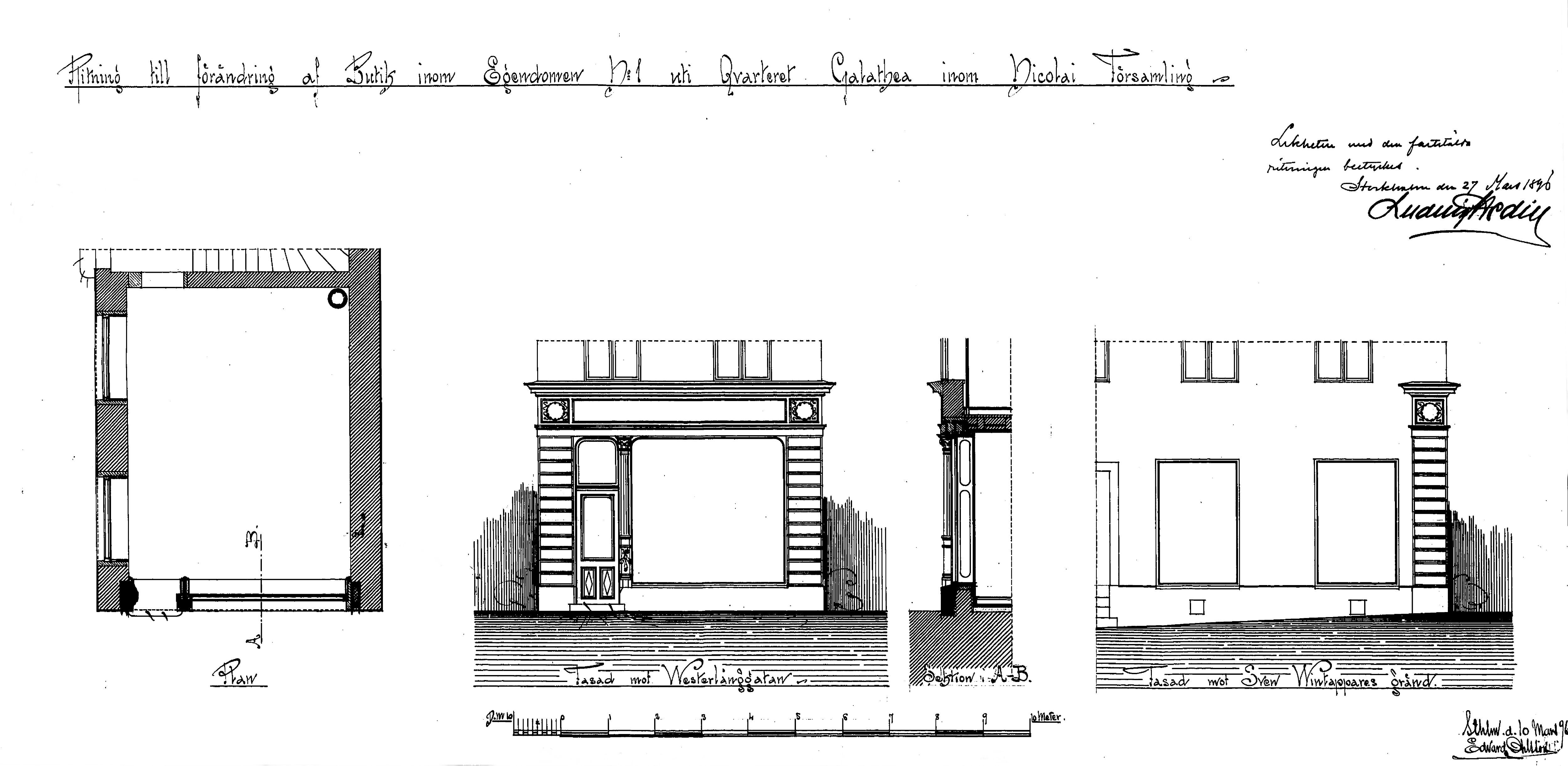
Ändringsritning för Galatea 1, 1896.

Kvarteret ligger i Gamla stans historiska stadskärna, där smala gränder (så kallade vattugränder) och smala kvarter sträckte sig västerut från Västerlånggatan ner mot stadens västra stadsmur och Mälarens strandområden. Kvarteret Galatea hör tillsammans med kvarteren Eurydice och Alcmene till de smalaste i Gamla stan. Kvarteret klarade sig undan i den Stora branden 1625 men berördes ändå av den genomgripande stadsplaneringen för sydvästra Stadsholmen som utfördes efter branden.
Två yrkesmän, vintapparen Sven Staffansson och överskäraren Absalon, gav kvarterets gränder sina namn: Sven Vintappares gränd respektive Överskärargränd. Båda hade hus i området under 1500-talets andra hälft respektive 1600-talets första hälft.
Galatea 1 (Västerlånggatan 26) fick sin nuvarande fasad 1896 genom arkitekt Edward Ohlsson. Då skapades ett nytt skyltfönster och en ny entré med en gjutjärnskolonn däremellan. I Galatea 1 (Sven Vintappares gränd 2), bodde författaren och journalisten Vera Siöcrona mellan 1945 och 1972. En minnesplakett på husfasaden påminner om det.
Galatea 3 (Sven Vintappares gränd 4) bestod under 1600-talet av två tomter. Den äldsta kända ägaren var Erik Olofsson som 1631 sålde till saltmästaren Anders Eriksson. År 1686 förvärvade glasmästaren Johan Sticker huset, varför det även kallas glasmästare Stickers hus. 1711 blev glasmästare Petter Korner ägare. Fastigheten skulle sedan stanna i Korners släkt fram till 1820. Förmodligen påbyggdes huset på 1820-talet. År 1856 avstyckades Galatea 3 från 2:an och fick sin nuvarande storlek. 
Galatea 4 (Stora Nygatan 15)  uppfördes förmodligen under 1600-talets första del. 1646 förlängdes huset mot väster och den nyanlagda Konungsgatan (nuvarande Stora Nygatan). Huset om- och påbyggdes 1767 genom arkitekt och byggmästaren Alex Högman och 1887 utfördes ändringar då större butiksfönster upptogs och gjutjärnskolonner uppsattes, arkitekt Erik Lundroth.

## Nutida bilder

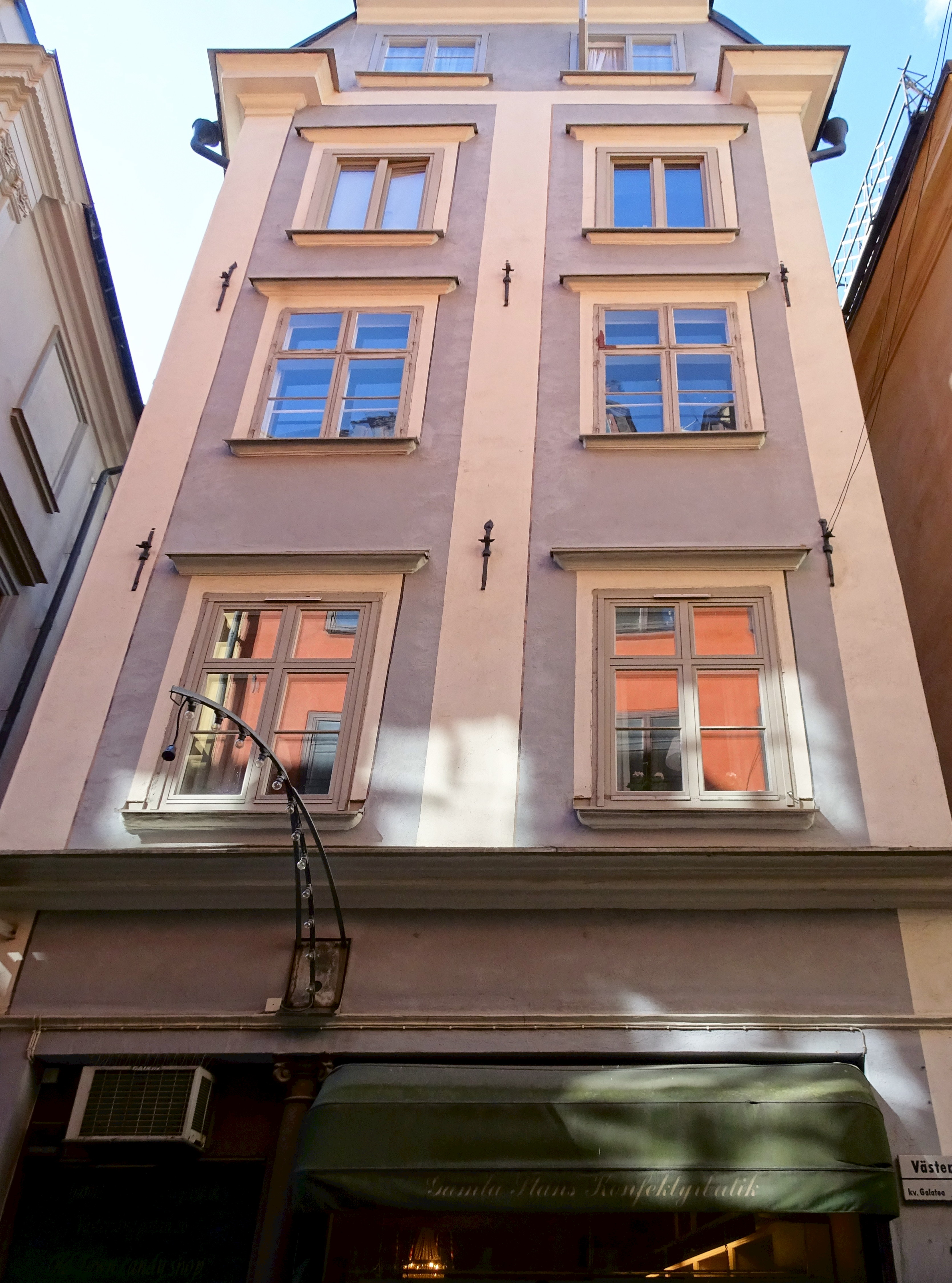
Västerlånggatan 26
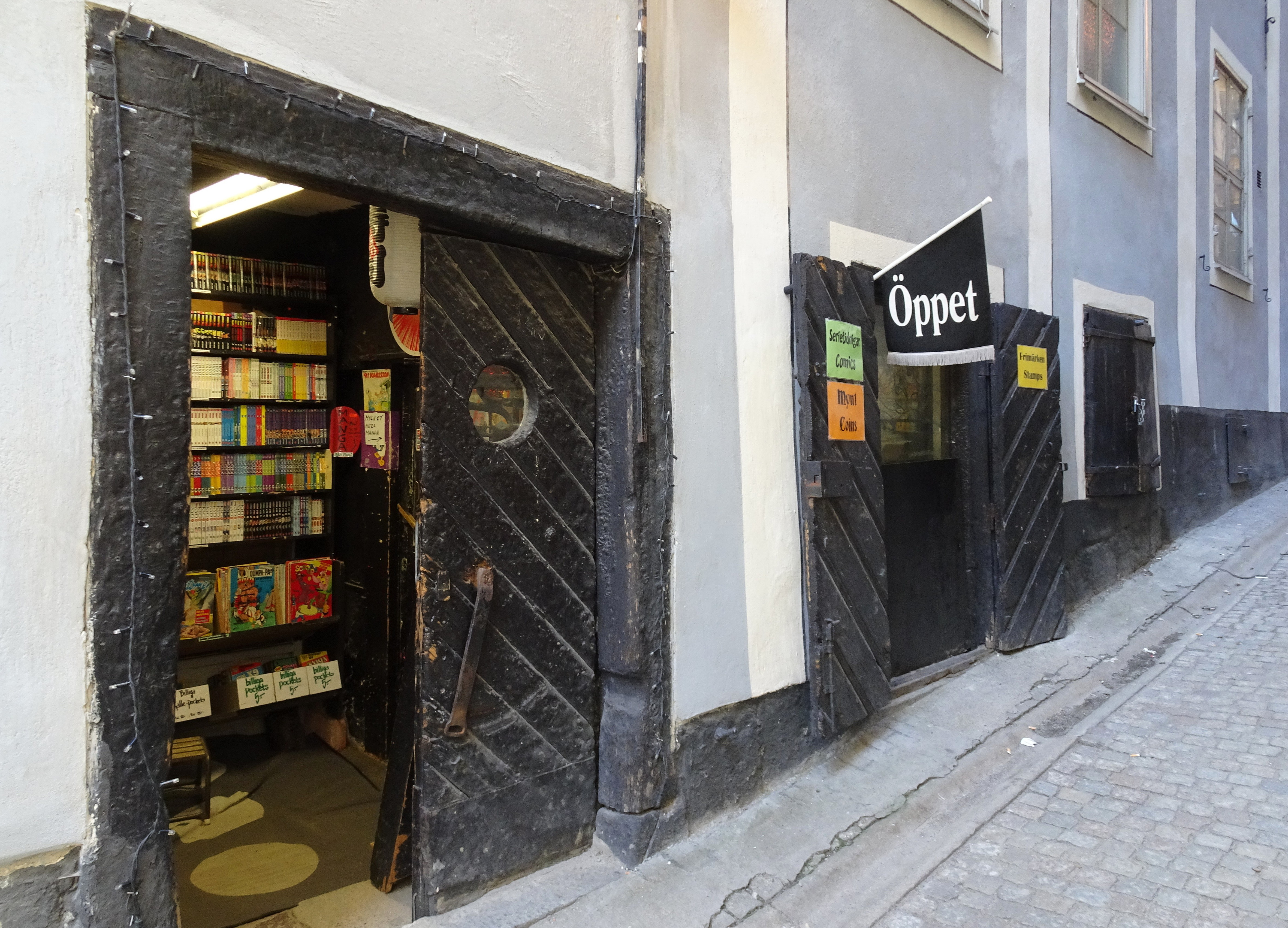
Sven Vintappares gränd österut
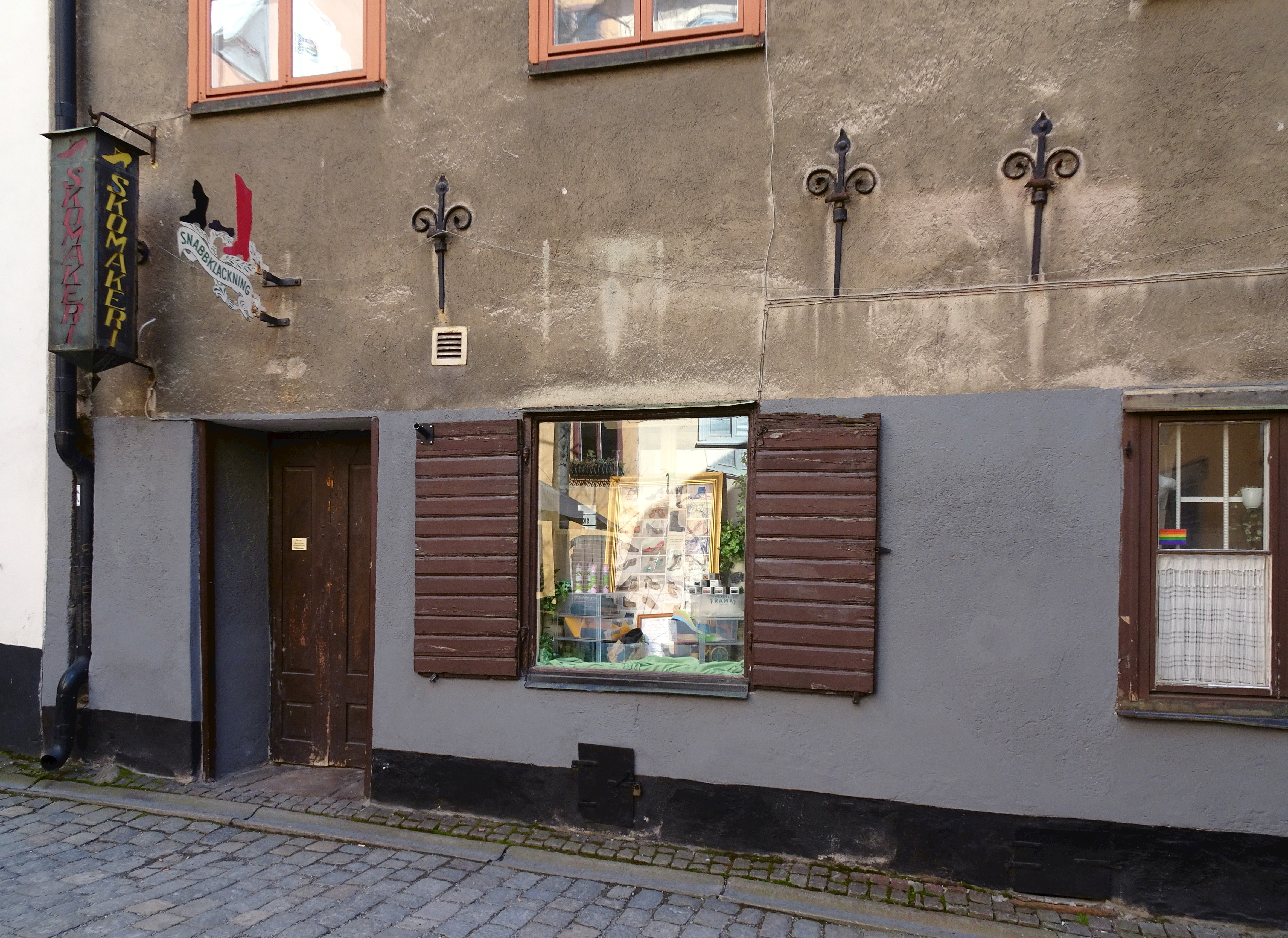
Överskärargränd 3
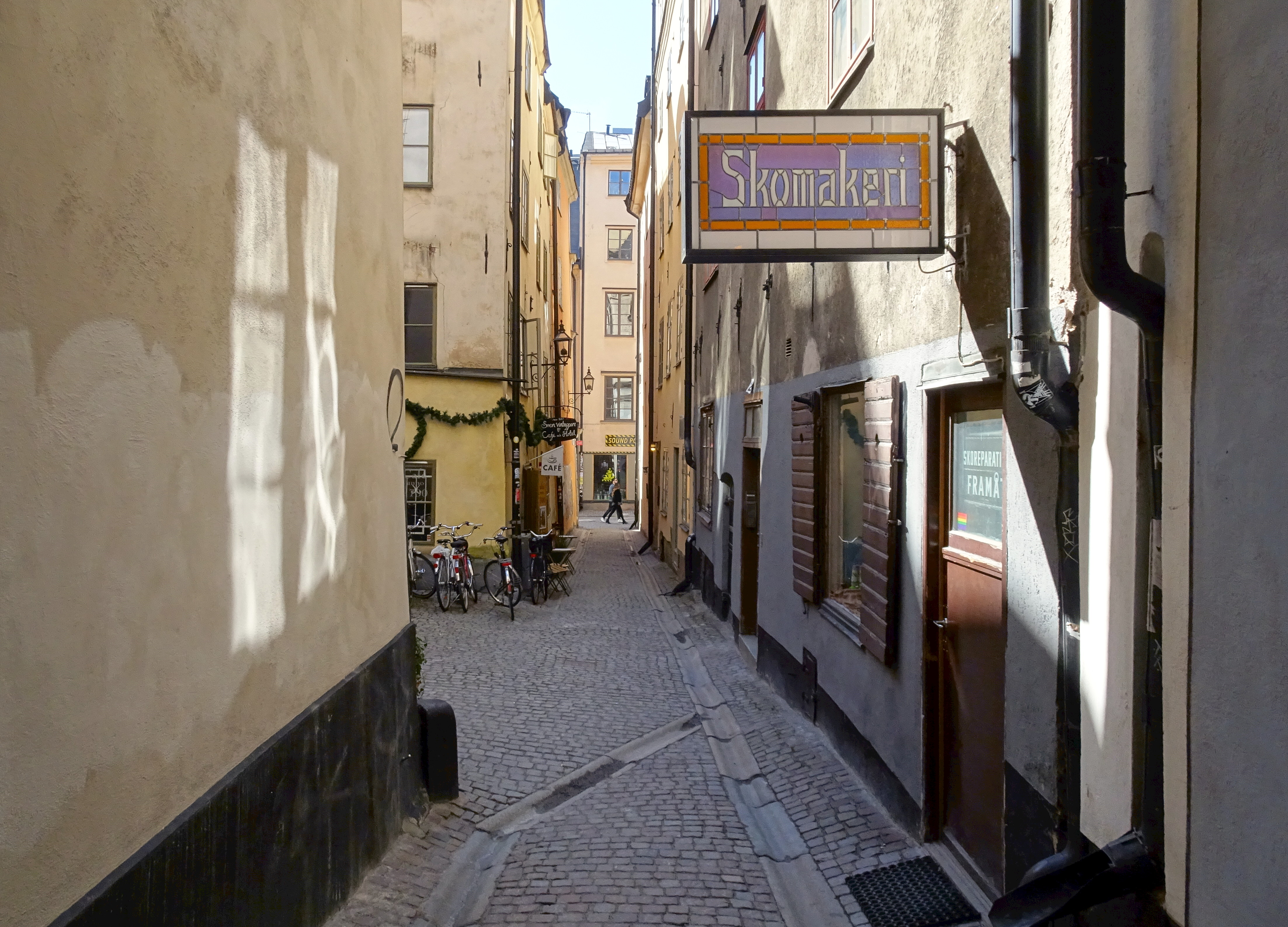
Sven Vintappares gränd västerut
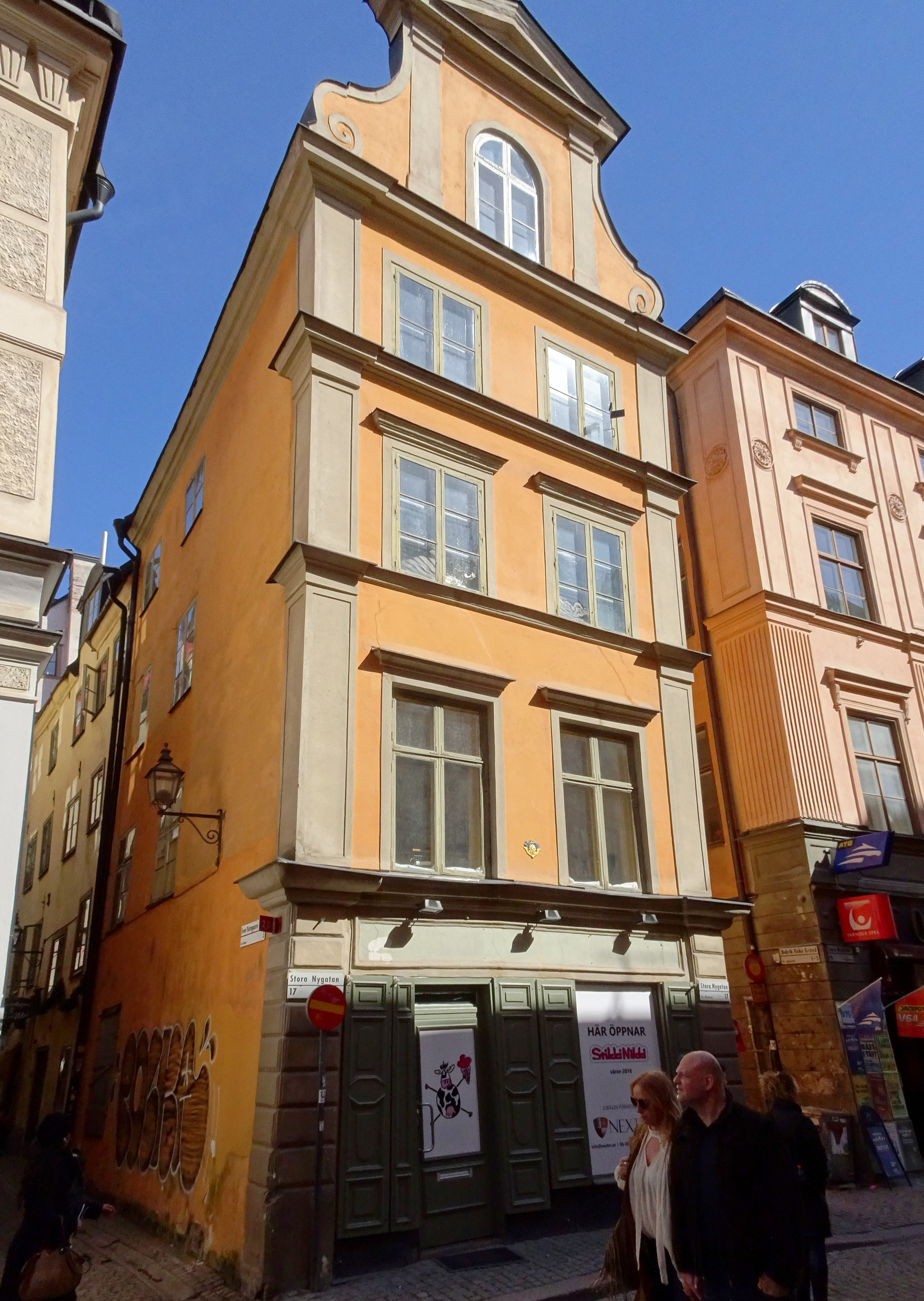
Stora Nygatan 17